# Дубовая (Житомирская область)
Дубовая (укр. Дубова) — село на Украине, находится в Бердичевском районе Житомирской области.
Код КОАТУУ — 1820884603. Население по переписи 2001 года составляет 129 человек. Почтовый индекс — 13336. Телефонный код — 4143. Занимает площадь 0 км².

## Адрес местного совета
13334, Житомирская область, Бердичевский р-н, с.Осыково, ул.Михайлова, 10